# Олевано-Романо
Олевано-Романо (італ. Olevano Romano) — муніципалітет в Італії, у регіоні Лаціо, метрополійне місто Рим-Столиця.
Олевано-Романо розташоване на відстані близько 50 км на схід від Рима.
Населення — 6698 осіб (2014).
Покровитель — Santa Margherita.

## Демографія
Населення за роками:

Станом на 1 січня 2023 року в муніципалітеті офіційно проживало 568 іноземців з 45 країн, серед них 273 громадяни країн Євросоюзу та 14 громадян України.

## Сусідні муніципалітети
- Беллегра
- Дженаццано
- Паліано
- Рояте
- Сан-Віто-Романо
- Серроне